# Magyar Lovas Színház Komárom
A Magyar Lovas Színház Komárom egyedülálló a színházak történelmében, ugyanis ez Magyarország egyetlen olyan kőszínháza amely lovas színházként üzemel, saját épülettel, lóállománnyal és egy állandó társulattal immár 15 esztendeje. A nézőtér 700 fő befogadására alkalmas, a játéktér pedig 30 ló és körülbelül 70-80 szereplő részére van kialakítva. 

## Története
Komárom városa mindig fontos katonai település volt a történelem során. A Frigyes főhercegről elnevezett, 46 létesítményből álló laktanyát Komáromban 1094 és 1906 között építették. Az erődítményhez 3 fedeles lovarda tartozott, amelyek közül az egyetlen fennmaradt lovarda ad otthont a Magyar Lovas Színháznak. A vesztes háború után  az épületeket többségét elhagyták, üresen álltak évekig vagy rosszabb esetben lerombolták azokat. 1996-ban Márkos Attila és Wahr Gréta, a színház alapítói felébresztették csipkerózsika álmából az akkor siralmas látványt nyújtó, egyetlen megmaradt lovardát és két éven belül teljesen felújították azt. A felújítás közben nagy hangsúlyt fektettek arra, hogy a lovarda eredeti stílusa meg maradjon, ezért meg maradtak az osztott ablakszemes vaskeretek és a homlokzat vakolatdíszítése, amik miatt az ide látogató nézők részére időutazáshoz hasonló érzésben lehet részük. Továbbá megmaradt a századelő katonai középületeinek stílusát hordozó első és hátsó kétszárnyas fakapu is,amely nagyon hasznos az előadások lebonyolításának szempontjából mert 20-30 lovas és különböző fogatok tökéletesen be férnek rajta. A felújítás után, itt kapott helyet a Nemzeti Lovas Őrség országos kiképzési központja is. A Lovas Színház elődje az úgynevezett Lóshow volt. Itt az ország legismertebb lovasai léphettek fel, bemutatókat tartottak a különleges produkciójukról. Voltak csikósok,díjlovasok, hagyományőrzők, kaszkadőrök és olyan énekesek is akikről köztudott volt, hogy lovagolnak szabadidejükben. Ezeket a produkciókat megfűszerezték kreatív ötletekkel, sok zenével és humorral. Ez a fajta előadás rendkívül ritkának számított már 15 éve is, és a várva várt siker természetesen nem maradt el. A nagy érdeklődés hatására született meg a komáromi lovas színház. Az első előadás a színház falai között a János Vitéz daljáték volt, amelyet egy amatőr, utazó társulattal és kezdetleges technikai háttérrel vittek véghez az alkotók. A lovas jeleneteket ekkor még a Nemzeti Lovas Őrség alakulata játszotta el, nagy sikert hozva ezzel a színház számára. A darab az évek folyamán, mindig többet mutatott magából és szinte érezhetővé vált, hogy e falak között a helye.
A nagy sikerekhez hozzájárult az újdonság varázsa és az ilyen jellegű előadások hiánya, ezek hatására igazából beszippantotta a nézőket a színházba. A színház vezetősége először kész produkciókat vásárolt meg, úgy, hogy azokat át rendezték lovasokkal és fogatokkal ezzel még látványosabbá téve a műsort. A jegybevételt és a különféle támogatásokat arra használták,hogy monumentális díszletek épülhessenek, elkezdődtek a színház technikai beruházások és 2012-ben megalakult az első valódi társulat. 
A felvásárolt darabokat szép lassan fel váltották olyan saját produkciók, mint például Az utolsó betyár, A hét vezér, Kincsem vagy A fej nélküli lovas. Ezeket a darabokat Márkos Attila írta, a színház igazgatója. Számos darab készült Barcsik Valéria, Szűts István és Derzsi György zeneszerzésével.

## Az utolsó betyár
Jóska a betyár történetét Márkos Attila álmodta meg 2015-ben melynek zenéjét a harmóniák nagy mestere , a Kormorán együttes zeneszerzője,Szűts István készítette el.
Az előadásban visszaköszön a régi tanyák, csárdák hangulata a csikósok és betyárok korából. Jóska életét végig kíséri a kétkedés, a küzdelem a jó és rossz között. Vajon melyik a helyes út? Sokszor magunk is nehezen tudjuk el dönteni, ám mit tennénk ha újra élhetnénk az életünket? Mit változtatnánk meg? Egyáltalán érdemes újra élni az életet? Létezhet barátság csikósok és betyárok között?
Jóska kap egy új esélyt, hogy megváltoztassa a végzetét amit korábban megjósolt neki a falu cigányasszonya, ám az új életében bajtársai és szerelme ellen fordul, de a szerelem illetve a barátság hatására visszatalál a helyes útra. El nem kerülheti a sorsát, de megszabadíthatja a falut a zsarnoktól, így értelmet adva az új életnek. 

## Kincsem
Márton gazda egyedül neveli fiatal leányát sok gonddal az életében. Tetemes adóssággal tartozik Vízváry uzsorás bankárnak. A grófi uradalom közelében él, ahol meglátja, hogy ég a gróf istállója. Segít az oltásban és kimenti a gróf feleségét a tűzből, ezért a gróf megajándékozza egy csikóval, ami a Kincsem nevet kapja. Márton adóssága sokszorosára nő az évek alatt, melyre egyetlen magoldást talál, indul lovával a pünkösdi vásáron megrendezett lóversenyen. Ez átmeneti megoldást jelenthet anyagi gondjaira. Vízváry bankár viszont másik lóra teszi meg tétjét, hogy még több pénze legyen, s lefizeti a verseny bírókat. Így Márton a Kincsemmel hiába győz, csalással elveszik győzelmét. Egy megoldás marad a számára: eladni lovát a cigány kupeceknek, hogy annak árából tartozását törleszthesse. A kupecek a verseny alatt meghallják, hogy a bankár egy indiai maharadzsától rendelt egy nemes, fekete lovat a fogatába. Megérzik a jó üzlet szagát, és ettől a pillanattól megkezdődik az igazi cselekmények sorozata.